# 小行星117430
小行星117430（117430 Achosyx）是一颗绕太阳运转的小行星，为主小行星带小行星。该小行星于2005年1月20日发现。

## 轨道参数
小行星117430的轨道半长轴为455 260 237 km，3.0431834 UA，离心率为0.101836。